# Printed at Bismarck’s Death
Printed at Bismarck’s Death ist ein Musikprojekt, das 1983 von dem Schriftsteller und Musiker Martin von Arndt und von L. Heiko Mutert in Stuttgart gegründet wurde. Nachdem anfänglich vor allem Literaturperformances und Happenings im Stil von Einstürzende Neubauten zum Repertoire gehörten, änderte die Band nach der Auszeichnung beim „Treffen junger Liedermacher“ 1986 das Konzept und konzentrierte sich auf rein musikalische Bühnenprogramme. Es folgte die erste LP sowie Hörspielmusiken, die in der Dark-Wave- und Avantgarde-Szene auf große Resonanz stießen.
1989 verließen die Mitglieder L. H. Mutert und Rüdiger Frank die Band und gründeten die Gothic-Rock-Formation The Tors of Dartmoor. Die neuen Musiker Ansgar Nöth und Martin Grünitz sorgten für eine dezidiert links-politische und noch stärker musikalische Ausrichtung von Printed at Bismarck’s Death, die in der Folge fünf weitere Alben, sowie Theater- und Filmmusik produzierten.
Ab 1993 wandte sich die Band stilistisch neuen Genres zu. Insbesondere Anleihen aus Techno und Electronica nahmen deutlich Einfluss auf das musikalische Konzept. Zu dem Stück O’ What Can Ail Thee … entstand ein Musikvideo. Nach der Jahrtausendwende war Printed at Bismarck’s Death als reines Literaturprojekt mit Programmen zu den Werken von Arthur Rimbaud, Tristan Corbière, Eduard Mörike und Friedrich Schiller auf deutschsprachigen Theaterbühnen vertreten.

## Besetzung
- Martin von Arndt: Gesang, Saxophon
- Ansgar Nöth: Keyboard, Programmierung
- Martin Grünitz: Gitarre, Bass, Mandoline

## Diskografie
- 1986: Fierceness of the Immortal Charisma
- 1989: Alchimie du son
- 1991: Via Lacrimosa
- 1993: Fierceness of the Immortal Charisma (And Early Works)
- 1993: Can Dance
- 1993: Ten Movements on the Matrix of a Symbol
- 1998: Chamber Music for Those Absent